# Ruslan Biktyakov
Ruslan Biktyakov (ur. 16 lutego 1974 w Taszkencie) – uzbecki zapaśnik w stylu klasycznym. Olimpijczyk z Sydney 2000, gdzie zajął dziesiąte miejsce w kategorii do 69 kg.
Zajął dwunaste miejsce w mistrzostwach świata w 2001. Czwarty na igrzyskach azjatyckich w 2002. Złoty medalista igrzysk w Centralnej Azji w 1999. Srebrny medal mistrzostw Azji w 1999 i 2001.